# Friedrich Übelhack

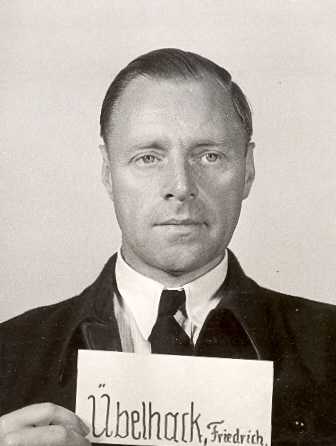
Friedrich Übelhack

Friedrich Alfred Übelhack (* 6. Oktober 1907 in München; † 2. November 1979 ebenda) war ein deutscher Offizier. Im Zweiten Weltkrieg war er Generalstabsoffizier deutscher Armeen in Nordfinnland und Norwegen. In der Nachkriegszeit machte er in der neu aufgestellten Bundeswehr ebenfalls Karriere. Seine militärische Laufbahn beendete er 1968 im Rang eines Generalleutnants als Kommandeur des Kommandos Territoriale Verteidigung.

## Militärische Laufbahn
Übelhack war Sohn eines Postinspektors und trat nach dem Abitur am Münchner Neuen Realgymnasium 1928 als Fahnenjunker in die Reichswehr ein. Er wurde Mitglied der Gebirgstruppe der Reichswehr in Bayern und 1931 zum Leutnant befördert.

### Zweiter Weltkrieg
Als Hauptmann in der 1. Gebirgsdivision nahm Übelhack am Überfall auf Polen teil, der den Zweiten Weltkrieg einleitete. Bald darauf wurde er an der Dresdner Kriegsakademie für den Generalstabsdienst ausgebildet und anschließend in den Stab des Generalfeldmarschalls Günther von Kluge aufgenommen. Mit der 4. Armee unter von Kluge war er an der Eroberung Frankreichs („Fall Rot“) beteiligt und anschließend an der Ostfront, bis er am 10. Dezember 1941 Erster Generalstabsoffizier (Ia) des XXXV. (Gebirgs-)Armeekorps in Nordfinnland wurde. Als 1. Generalstabsoffizier (Ia) war er danach der 163. Division und später der 20. (Gebirgs-)Armee unter Generaloberst Lothar Rendulic zugeordnet.
Nach dem Ausscheiden Finnlands aus dem Zweiten Weltkrieg (1944) plante Übelhack die Rückzüge „Birke“ und „Nordlicht“ aus Nordfinnland (Lappland) und Nordnorwegen, wobei die Taktik der verbrannten Erde angewandt wurde, die für diese Gebiete große Zerstörungen bedeutete. Am 21. Oktober 1944 wurden unter anderem die Siedlung Kolosjoki und das dortige Nickelwerk völlig zerstört sowie in Petsamo „die erforderlichen Zerstörungen durchgeführt“. Im „freigemachten Gebiet“ wurden alle Unterkünfte und Verkehrseinrichtungen, Straßen, Brücken, Schiffe und Hafeneinrichtungen zerstört oder vermint sowie viele Städte, darunter Hammerfest, teilweise zerstört. Im Braunbuch der DDR wird Übelhack zur „Clique ehemaliger Generalstäbler, die schon im zweiten Weltkrieg Planer des Todes und der ‚verbrannten Erde‘ waren“, gerechnet.
Am 1. Januar 1945 wurde Übelhack zum Oberst im Generalstab befördert und zum Ersten Generalstabsoffizier des Wehrmachtsbefehlshabers in Norwegen ernannt. Zu seinen Aufgaben gehörte auch die militärische Bekämpfung des norwegischen Widerstandes. Er gelangte in britische Kriegsgefangenschaft.

### Nachkriegszeit
Nach der Rückkehr aus England war Übelhack Vertreter für Süßstoff und stieg in dieser Branche bis zum Leiter des Außendienstes auf. Am 1. Mai 1956 trat Übelhack als Oberst in die 1955 neu aufgestellte Bundeswehr ein, wurde bald dem Wehrbereichskommando VI in München zugewiesen und 1958 als Brigadegeneral dessen Befehlshaber. Von Oktober 1959 bis zum 31. März 1964 war er – zum Generalmajor befördert – Kommandeur der 4. Panzergrenadierdivision in Regensburg. Am 1. April 1964 wurde Übelhack Generalleutnant und neuer Kommandeur des Kommandos Territoriale Verteidigung in der Bundesrepublik Deutschland als Nachfolger von Generalleutnant Joachim Schwatlo-Gesterding. Die Einheiten dieses Kommandos waren nicht in die NATO-Kommandostruktur eingegliedert. Am 31. März 1968 trat Generalleutnant Friedrich Übelhack in den Ruhestand. 1968 wurde Übelhack das Große Verdienstkreuz mit Stern des Verdienstordens der Bundesrepublik Deutschland verliehen.